# Fiat 508
Fiat 508 zwany też Balilla – nieduży samochód osobowy, produkowany we Włoszech przez firmę FIAT od roku 1932. Był również, od 1935 roku, produkowany na licencji w Polsce w Państwowych Zakładach Inżynierii pod nazwą Polski Fiat 508.

## Historia

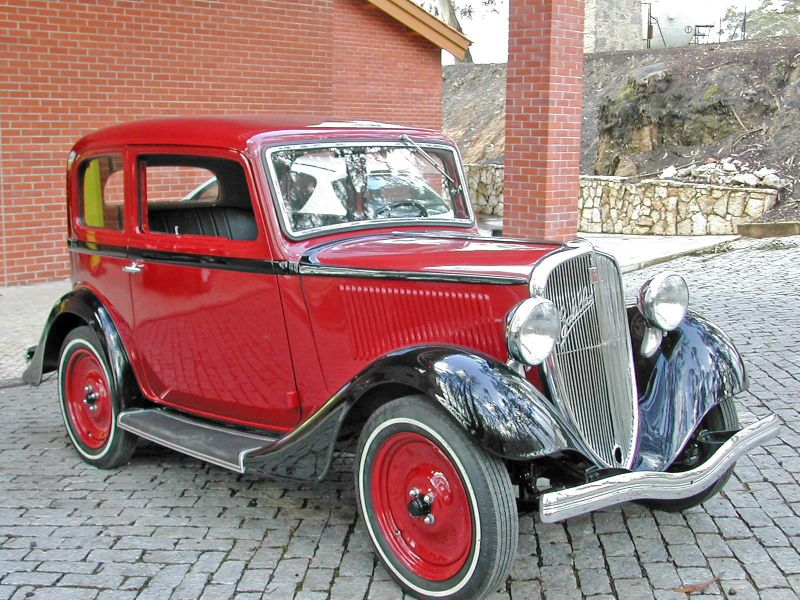
Fiat 508 z 1934 roku

Zaprezentowany na salonie samochodowym w Mediolanie 12 kwietnia 1932 r. Fiat 508 był małym, dwudrzwiowym autem, z nadwoziami typu Berlina, Torpedo i Spider (convertible). W momencie prezentacji już nie był nowoczesny, ale w założeniach miał być przede wszystkim tani. Wyposażony był w silnik o pojemności 995 cm3 i mocy 20 KM i trzybiegową skrzynię biegów. Rok później pojawiły się wersje 508S, czyli Sport, wyposażona w silnik o mocy 30 KM oraz 508M, czyli Militare (wersja wojskowa). Następnie pokazano wersje: berlinetta aerodinamica, camioncino i furgoncino.
W 1934 roku przeprowadzono pierwsze zmiany. Zwiększono moc silnika z 20 do 24 KM i zastosowano czterobiegową przekładnię. Zwiększył się też rozstaw osi i dodano do oferty wersję czterodrzwiową.
W 1937 roku pokazano nowy model 508C, oficjalnie nazwany 1100 Balilla. Zastosowano w nim silnik o pojemności 1089 cm3 i mocy 32 KM. W tym samym roku pokazano też wersję 508L, czyli Lunga (długi). Model 508C produkowano, głównie w wersjach wojskowych, do 1945 roku.

## Polski Fiat 508

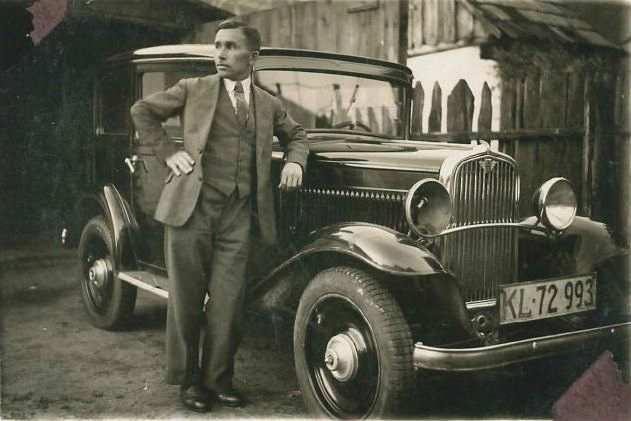
Polski Fiat 508 I z okolic Kielc

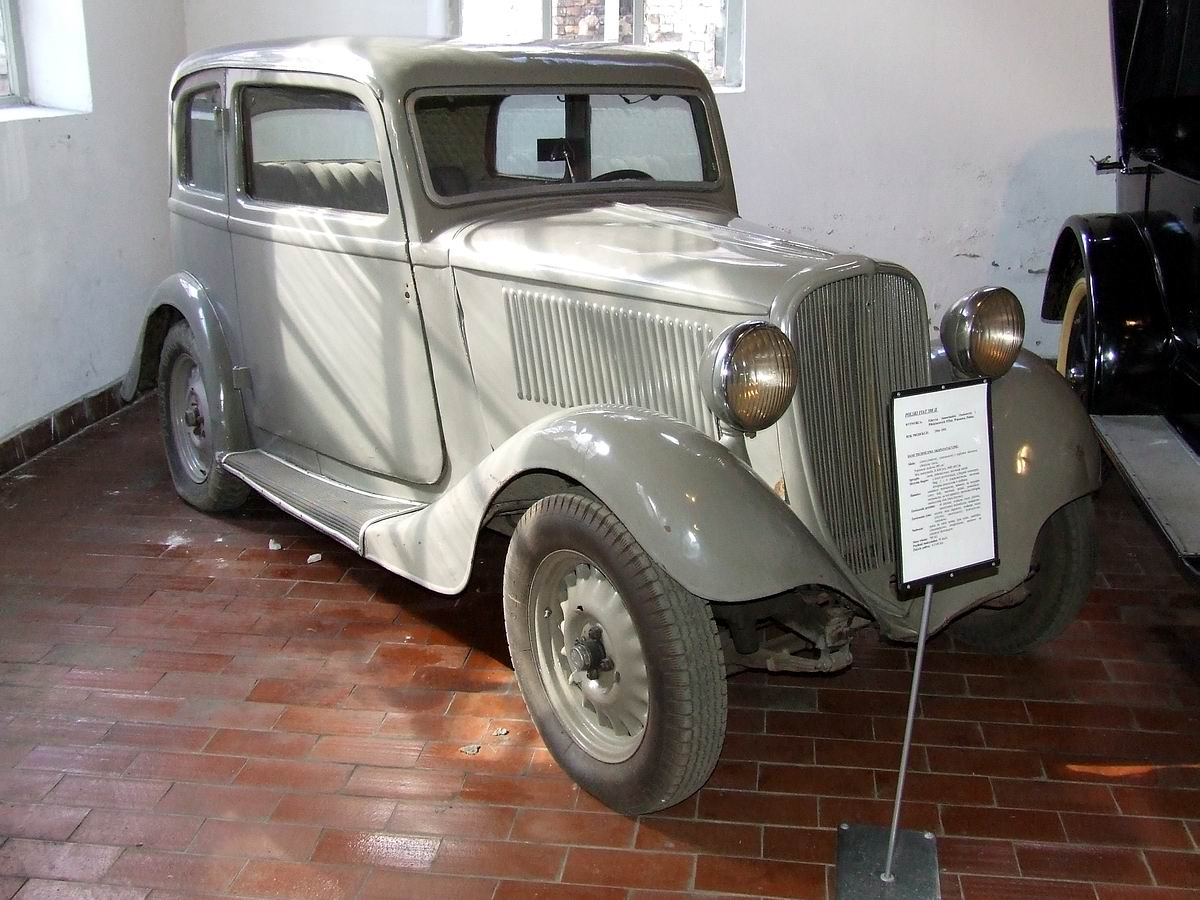
Polski Fiat 508 II z PZInż

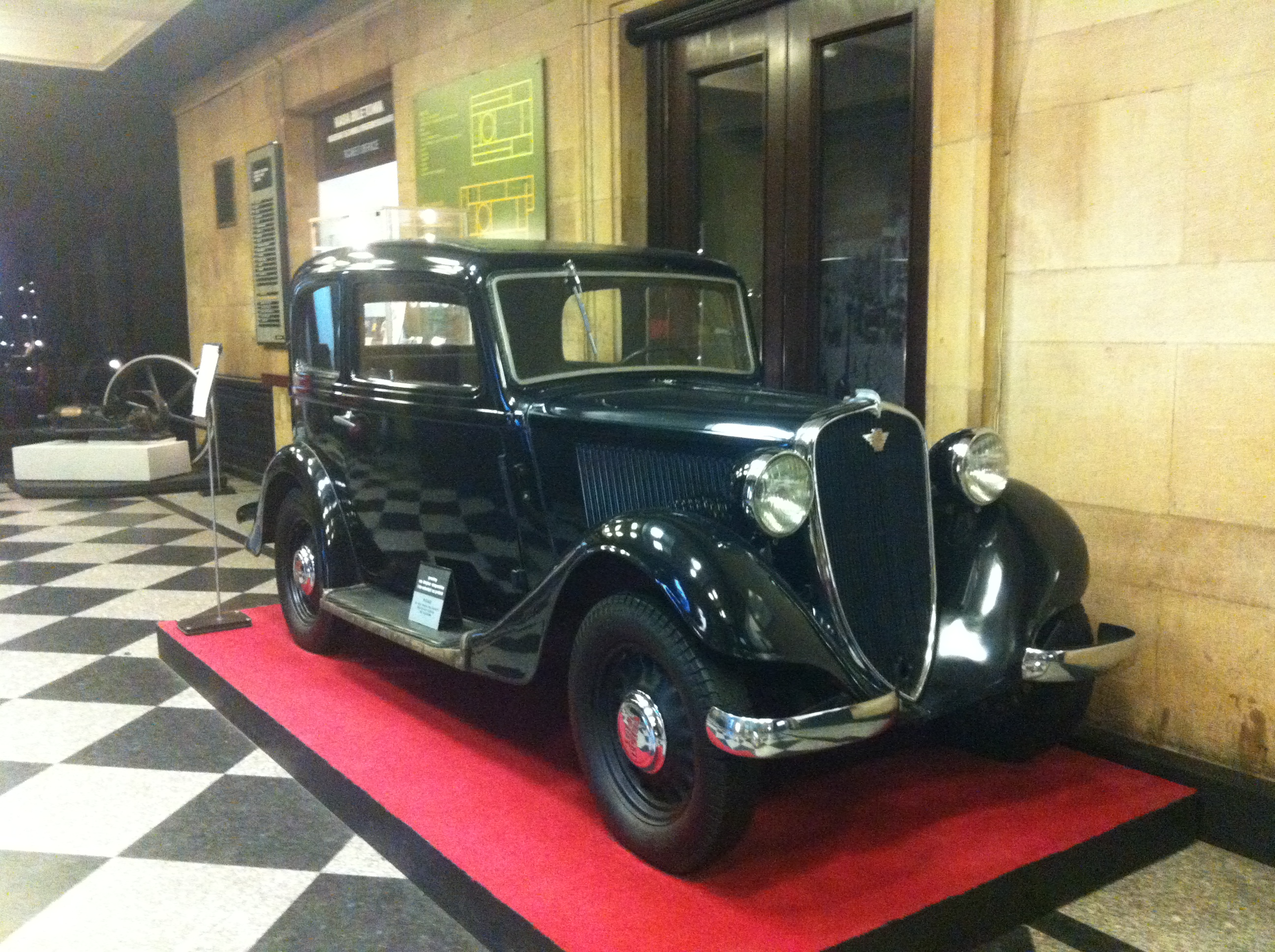
Fiat 508 “Junak" z PZInż – eksponat z Narodowego Muzeum Techniki w Warszawie

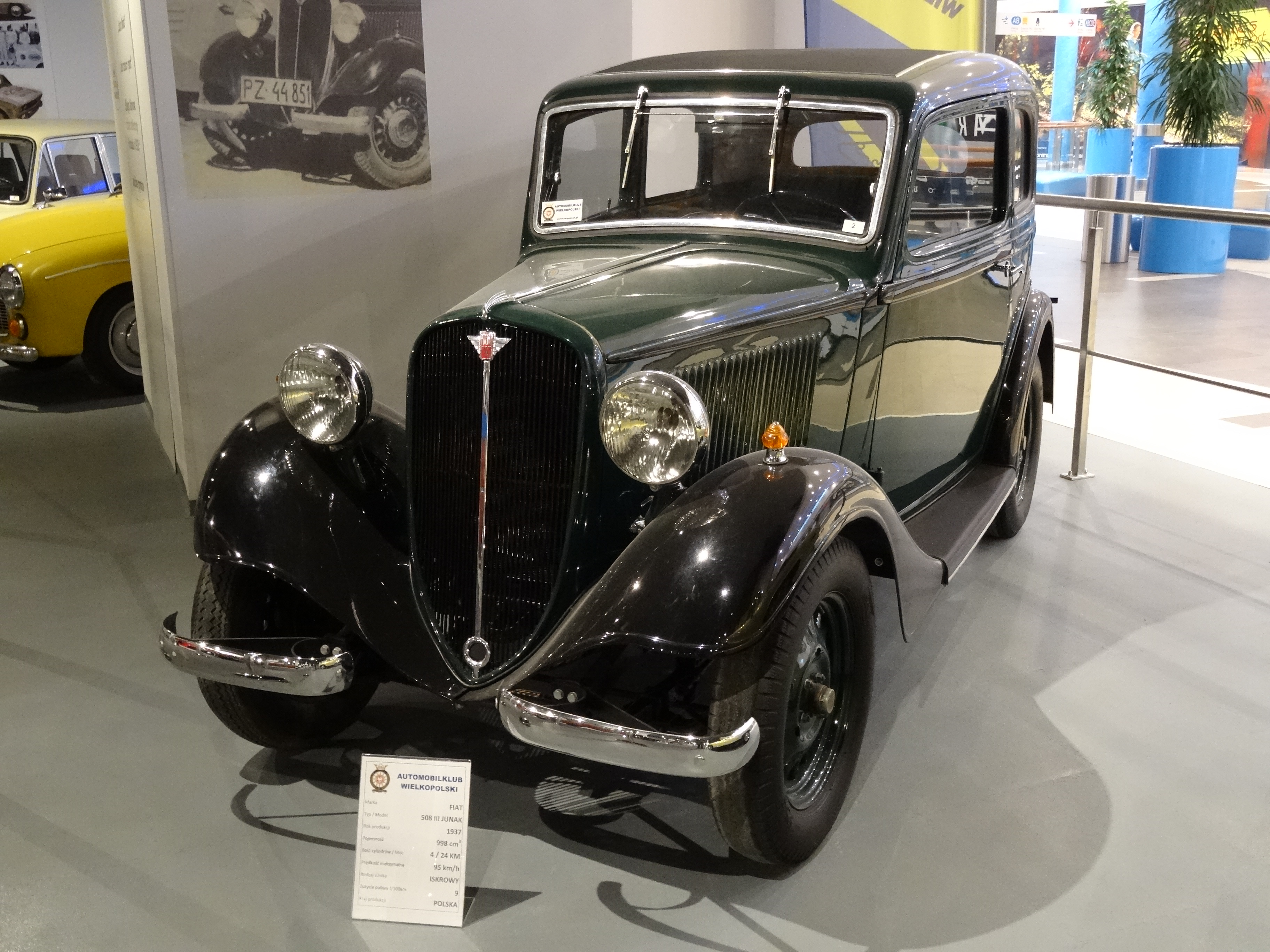
Polski Fiat 508 III Junak z PZInż

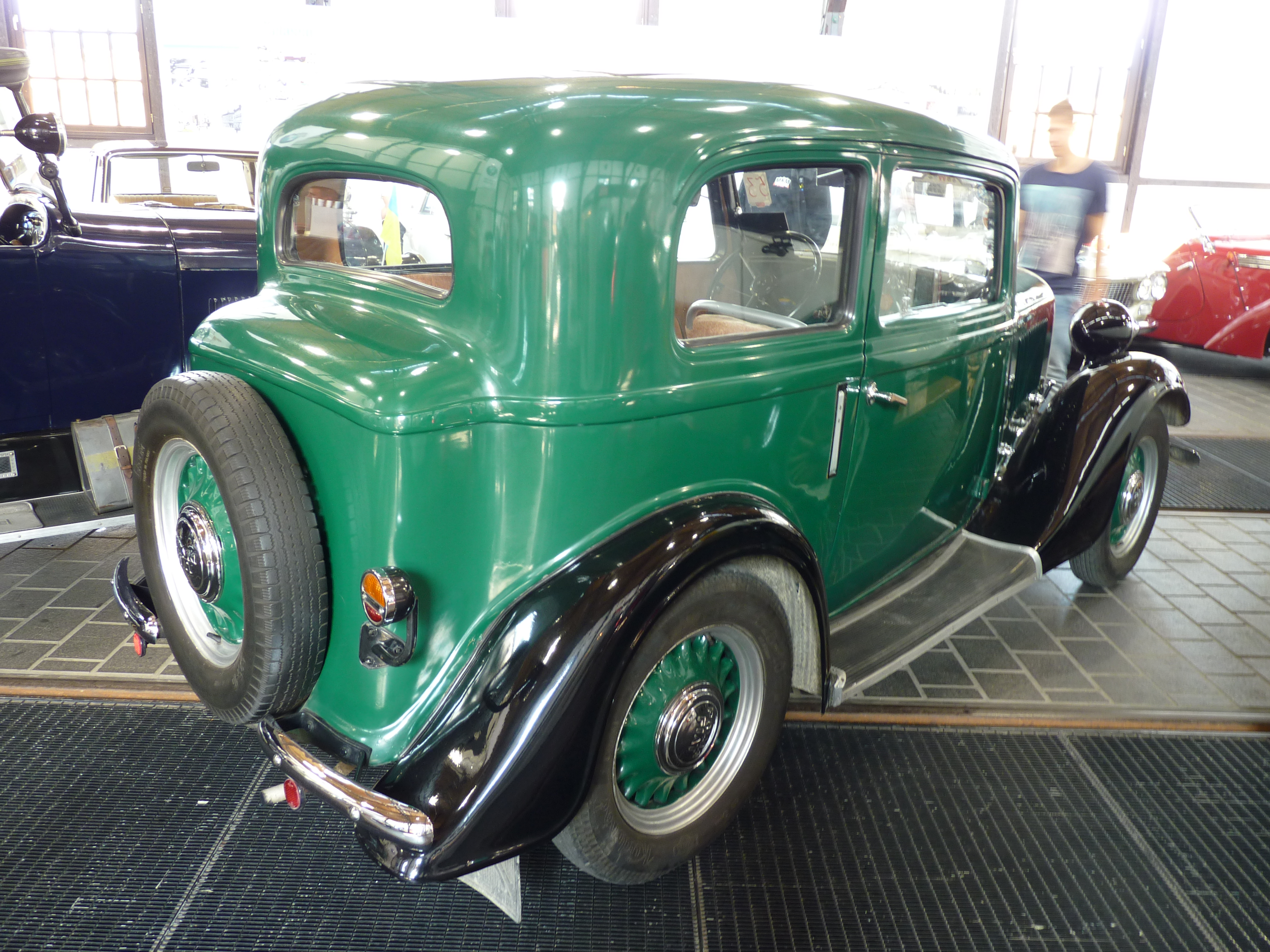
Polski Fiat 508 III Junak – tył pojazdu

Na mocy umowy licencyjnej, podpisanej 21 września 1931 roku z włoską firmą FIAT, rozpoczęto montaż, a później produkcję małego samochodu osobowego Fiata 508 Balilla w Państwowych Zakładach Inżynierii w Warszawie. Było to najbardziej popularne auto osobowe na polskich drogach w latach trzydziestych. Do dziś przetrwało niewiele egzemplarzy, zwykle w muzeach i kolekcjach prywatnych.
W Polsce montowano początkowo z części pierwszą wersję Fiata, oznaczaną 508 I, w której stosowano silnik o pojemności 1 litra osiągający moc 20 KM i trzybiegową skrzynię przekładniową. Stopniowo wprowadzano do montażu udział przemysłu krajowego, obrabiając w PZInż włoskie odkuwki i odlewy, a następnie stosując także polskie elementy. Docelowym modelem produkcyjnym miał być zmodernizowany Fiat 508, wprowadzony we Włoszech w 1934 roku, z nowocześniejszym nadwoziem i silnikiem o mocy 24 KM przy 3600 obr./min i 4-biegową skrzynią biegów (włoskie oznaczenie 4 marce). Ponadto, zastosowano w nim w Polsce dalsze zmiany konstrukcyjne, wzmacniając m.in. ramę, oś przednią, tylny most, zmieniając charakterystykę zawieszenia, czy stosując inne koła z ażurowymi tarczami i oponami o większym przekroju. Wszystkie zmiany miały na celu dostosowanie samochodu do polskich dróg a w zasadzie ich braku (większość dróg krajowych była nieutwardzona). W latach 1934–1935 montowano w Polsce przejściową wersję 508 II.
W czerwcu 1935 roku uruchomiono w PZInż produkcję seryjną samochodu, w docelowej wersji 508 III, która 12 lutego 1936 otrzymała nazwę Junak. Posiadał on nowocześniejsze nadwozie o konstrukcji stalowej, bez drewnianego stelażu, lecz z tapicerską wstawką w dachu. Linie jego nadwozia uległy zaokrągleniu, wprowadzono zowalizowaną i pochyloną atrapę chłodnicy, wyoblono z tyłu bagażnik (dostępny od wewnątrz) i przeniesiono koła zapasowe z błotników na tylną ścianę. Jednocześnie wprowadzono do produkcji jego uterenowioną wersję wojskową 508 III/W Łazik i wersję pick-up. Pod koniec 1938 roku ponad 95% części produkowano w kraju – importowano gaźniki, łańcuchy rozrządu i łożyska toczne. Fiat 508 III Junak osiągał prędkość maksymalną 100 km/h i spalał 8 l/100 km, zaś 508 III furgon 85 km/h i 10-12 l/100km.
Przy ul. Terespolskiej 34/36, w Fabryce Samochodów Osobowych i Półciężarowych Państwowych Zakładów Inżynierii w Warszawie wyprodukowano w latach 1935–1939 ogółem około: 3500 sztuk 508 III Junak, 1000 podwozi do skarosowania (np. poza fabryką), 2500 wersji pochodnych: łazik, furgon, "pick-up", oraz 508/518. W 1933 roku Fiat 508 kosztował 7200 zł. Cena 508 III Junak w 1936 roku to 5400 zł, a w 1939 roku 4950 zł.

## Dane techniczno-eksploatacyjne

### Model Fiat 508 III Junak
- Silnik: czterocylindrowy, czterosuwowy z zapłonem iskrowym, chłodzony cieczą.
- Pojemność skokowa: 995 cm3
- Moc maksymalna 24 KM przy 3600 obr./min.
- Sprzęgło: cierne, jednotarczowe, sterowane nożnie
- Skrzynia biegów: o czterech przełożeniach z biegiem wstecznym, biegi 3 i 4 synchronizowane, dźwignia sterowania umieszczona w podłodze.
- Hamulce: zasadniczy – hydrauliczny, bębnowy, na wszystkie cztery koła, sterowany nożnie, pomocniczy – mechaniczny, na wał napędowy, sterowany dźwignią umieszczoną obok fotela kierowcy.
- Zawieszenie przednie: oś sztywna, wzdłużne resory piórowe, amortyzatory hydrauliczne, ramieniowe.
- Zawieszenie tylne: sztywny most napędowy, wzdłużne resory piórowe, amortyzatory hydrauliczne, ramieniowe.
- Nadwozie: oparte na ramie nośnej, typu sedan, zamknięte, czteromiejscowe, dwudrzwiowe, metalowe na szkielecie drewnianym.
- Masa własna: 760 kg
- Prędkość maksymalna: 95 km/h
- Zużycie paliwa: 8 l/100 km
- Zużycie oleju: 150 gramów / 100 km[4]